# MAC (collectif de graffeurs)
Pour les articles homonymes, voir Mac.
Le MAC crew (ou simplement MAC) est un collectif d’une douzaine de graffeurs parisiens, fondé en 1986 et basé à l’origine à Montreuil.
Le nom du collectif, MAC, est l'acronyme de « Mort aux cons » ou de « mur à l'art création ».
En 2002, le Mac crew, installé à Bagnolet, crée, avec le parrainage de la municipalité, Kosmopolite, premier festival international de graffiti en France. À partir de 2012, avec le Kosmopolite art tour, le festival s’exporte chaque année dans une métropole différente,,,.